# Saritaea
Saritaea és un gènere de plantes amb flor de la família Bignoniaceae.

## Taxonomia
- Saritaea magnifica
- Saritaea triplinervia